# کریستین مادسن
کریستین مادسن (انگلیسی: Christian Madsen؛ زادهٔ ۸ فوریهٔ ۱۹۹۰) هنرپیشه اهل ایالات متحده آمریکا است. وی از سال ۲۰۰۷ میلادی تاکنون مشغول فعالیت بوده‌است.
از فیلم‌ها یا برنامه‌های تلویزیونی که وی در آن نقش داشته‌است می‌توان به در زمان، سنت‌شکن اشاره کرد.